# Кропотово (усадьба)
Кро́потово — усадьба второй половины XIX века в селе Большое Кропотово Каширского района Московской области России, где находится одноимённая Биостанция ИБР РАН, основанная в 1927 году.

## История
Усадьба ведет свою историю с 1620 года, как старинное владение И. и В. Кропотовых, однако она сменила много владельцев. В своём современном виде усадебный комплекс стал формироваться в середине XIX века, когда его отстроили на новом месте. В этот период усадьба принадлежала дворянке Г. И. Козловой. До наших дней сохранился большой деревянный дом с каменным ледником и парк. В конце XIX века стала менять владельцев: за довольно короткий период ей владели Григорьевы и Новиковы, в 1866—1868 годы — мещанка С. И. Отважина, затем — помещик К. И. Востросаблин, в 1880 году — А. Е. Орлова, а последней владелицей (до 1917 года) являлась О. П. Кованько.

## Современность
Сейчас на территории усадьбы находится Кропотовская биостанция имени Б. Л. Астаурова, основанная в 1927 году. Биостанция является экспериментальной базой фундаментальных и прикладных работ по многим проблемам биологии развития и генетики не только сотрудников института, но и Биологического факультета МГУ и других научных учреждений. Здесь работали многие выдающиеся биологи: Н. К. Кольцов, Д. П. Филатов, Б. В. Кедровский, Б. Л. Астауров, Л. Я. Бляхер, А. Г. Лапчинский, М. С. Навашин, Н. П. Дубинин, В. В. Сахаров, Н. Н. Соколов, Б. Н. Сидоров, В. А. Струнников и мн. др.. Кроме того в Кропотово есть мемориальный кабинет проф. Н. К. Кольцова и академика Б.Л. Астаурова, где хранятся редкие документы и личные вещи ученых.